# Croton arirambae
Croton arirambae là một loài thực vật có hoa trong họ Đại kích. Loài này được Huber mô tả khoa học đầu tiên năm 1914 publ. 1915.